# 락테이스

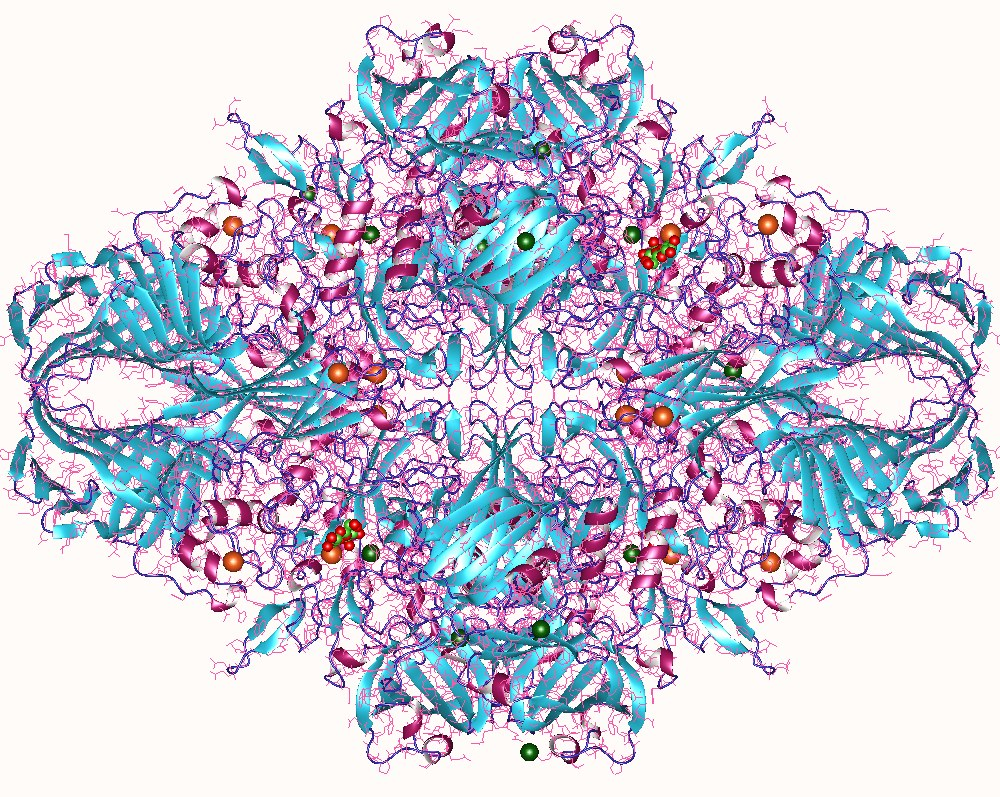
Lactase tetramer, E.Coli.

락테이스(영어: lactase) 또는 락타아제 또는 젖당분해효소 또는 유당분해효소(乳糖分解酵素)는 소화 효소 중의 하나로, 젖당(유당)을 포도당(글루코스)와 갈락토스로 분해하며, 주로 소장에서 생성된 소화액으로 분비된다.

## 같이 보기
- 탄수화물 분해 효소